# Lukas Aurednik
Lukas « Harry » Aurednik, né le 20 février 1918 et mort le 2 juin 1997, est un footballeur international autrichien devenu entraîneur. 

## Biographie
Au cours de sa carrière de joueur, il évolue notamment au Rapid Vienne, à l'Austria Vienne, au RC Lens et au Havre AC.
Lors de la saison 1945-1946, il s'illustre avec le Rapid Vienne, en inscrivant 28 buts en seulement 20 matchs de championnat, et en réalisant le doublé Coupe / Championnat.
En juillet 1949, lors de la finale de la Coupe d'Autriche, il est l'auteur d'un doublé face au Vorwärts Steyr, permettant à son équipe de l'emporter sur le score de 5-2.
Il reçoit 14 sélections en équipe d'Autriche entre 1948 et 1950, inscrivant trois buts.
Il joue son premier match en équipe nationale le 31 octobre 1948, contre la Tchécoslovaquie (défaite 3-1 à Bratislava). Il inscrit son premier but le 14 mai 1950, contre la Hongrie (victoire 5-3 à Vienne).
Il marque son deuxième but le 8 octobre 1950, contre la Yougoslavie (victoire 7-2 à Vienne). Il inscrit son troisième et dernier but le 5 novembre 1950, contre le Danemark (victoire 5-1 à Vienne). Il reçoit sa dernière sélection le 13 décembre 1950, contre l'Écosse (victoire 0-1 à Glasgow).
Parmi les clubs qu'il a entraîné on peut citer notamment l'AEK Athènes, le Pierikos FC, le SC Wiener Neustadt et le Royal Charleroi SC. Avec l'Anorthosis FC il réussit notamment à remporter la Coupe de Chypre en 1964.

## Palmarès

### Joueur

#### Club

##### Rapid Vienne
- Champion d'Autriche (2) : 1938 et 1946
- Vainqueur de la Coupe d'Autriche (1) : 1938

##### Austria Vienne
- Champion d'Autriche (3) : 1949, 1950 et 1953
- Vainqueur de la Coupe d'Autriche (1) : 1949

### Entraîneur

#### Club

##### Anorthosis FC
- Vainqueur de la Coupe de Chypre (1) : 1964